# 花輪インターチェンジ
花輪インターチェンジ（はなわインターチェンジ）は千葉県船橋市と習志野市の境、船橋競馬場の横にある京葉道路のインターチェンジである。開設当初の名称は「谷津インターチェンジ（やつインターチェンジ）」。

## 概要
もともと下り線の入口はなかったが、当初の一方通行中心のICから周辺渋滞緩和の為に合理的工事が行われ、1993年（平成5年）10月5日に下り線の有料の入口が通行可能になった。この際、国道14号と京成電鉄の上を通る橋梁の載せ替え工事は10年以上の歳月を要した。
上り線出口には料金所が設置されておらず（ETCアンテナも設置されていない）、当ICと幕張IC・武石ICの間は下り有料・上り無料という非対称な料金体系となっている。
幕張IC方面からの出口標識に「船橋」とあるのは、船橋ICの出口が下り線側にしかないハーフICのためである。
2011年10月、上り線入口において、合流位置を入口の700m先にする工事が完了した。700mの助走区間は路肩幅から捻出された。これは、もともと合流車線が非常に短かったことが渋滞の一因でもあったことへの対策である。
津田沼駅やららぽーとTOKYO-BAY、イケア船橋、千葉・習志野海浜方面、鎌ケ谷市方面に向かう場合はここで降りる事になる。

### 渋滞
特に上り線においては、当ICからの流入車も多く、渋滞ポイントとして知られている。その要因としては、近隣に商業施設が集積することもさることながら、以下の要因が指摘されている。
- 東西方向に並行する国道14号・国道357号についても当ICの近隣で慢性的に渋滞しており、渋滞回避のために京葉道路への流入車が増加する
- 接続する船橋我孫子線は、近隣で総武本線・京成本線・京葉線の3路線を越えられる唯一の幹線道路であり、こちらも交通量が多い
- 京葉道路の線形が、当ICから船橋本線料金所へかけて上り坂となっており、車速が低下する
- 京葉道路の料金が、国道357号に並走する東関東自動車道・首都高速湾岸線と比較して大幅に安価であり、かつ（東京都心以北を目指す場合）湾岸線と比較して直線的なルートを取る

## 接続する道路
- E14京葉道路(5番)
- 国道14号（千葉街道）
- 国道296号
- 千葉県道8号船橋我孫子線（花輪ICから中野木交差点までは国道296号と重複）

## 周辺
- 船橋競馬場
- ららぽーとTOKYO-BAY
- イケア船橋
- 京成電鉄 船橋競馬場駅・谷津駅

## 隣
E14 京葉道路
(4) 船橋IC - 船橋TB - (5) 花輪IC - (6) 幕張IC